# Sudamericano Femenino de Futsal 2007
El Campeonato Sudamericano Femenino de Futsal 2007 fue la segunda edición del Sudamericano Femenino de Futsal y se llevó a cabo del 6 de noviembre al 11 de noviembre de 2007, en el Complejo Roberto Gilbert Febres Cordero de la ciudad de Guayaquil, Ecuador. En esta edición, Brasil se corona campeón por segunda vez consecutiva luego de derrotar a Colombia.

## Equipos participantes
Siete selecciones de futsal miembros de la CONMEBOL participaran en este torneo.
| Equipos participantes | Equipos participantes | Equipos participantes | Equipos participantes | Equipos participantes |
| --------------------- | --------------------- | --------------------- | --------------------- | --------------------- |
| Argentina             | Brasil                | Colombia              | Ecuador               |                       |
| Perú                  | Uruguay               | Venezuela             |                       |                       |

## Árbitros
- Fernando Caballos
- Giselle Torri
- Wilson Torres
- Jean Joza
- Oscar Sánchez
- Christian Peña
- Doris Doria
- Ricardo Sosa
- Ricardo Sosa

## Primera ronda

### Grupo A
| Equipo    | Pts | PJ | PG | PE | PP | GF | GC | Dif |
| --------- | --- | -- | -- | -- | -- | -- | -- | --- |
| Brasil    | 6   | 2  | 2  | 0  | 0  | 7  | 2  | +5  |
| Colombia  | 3   | 2  | 1  | 0  | 1  | 4  | 4  | 0   |
| Argentina | 0   | 2  | 0  | 0  | 2  | 3  | 8  | -5  |

| 6 de noviembre de 2007 | Argentina | 1:4 | Colombia | Complejo Roberto Gilbert Febres Cordero, Guayaquil |  |
| 10:00                  |           |     |          |                                                    |  |

- Equipo libre:  Brasil.

| 7 de noviembre de 2007 | Brasil | 3:0 | Colombia | Complejo Roberto Gilbert Febres Cordero, Guayaquil |  |
| 10:00                  |        |     |          |                                                    |  |

- Equipo libre:  Argentina.

| 8 de noviembre de 2007 | Brasil                                                | 4:2 | Argentina     | Complejo Roberto Gilbert Febres Cordero, Guayaquil |  |
| 11:30                  | Jéssica 3' · Neguinha 7' · Silvana 12' · Lucileia 21' |     | Térri 11' 27' |                                                    |  |

- Equipo libre:  Colombia.

### Grupo B
| Equipo    | Pts | PJ | PG | PE | PP | GF | GC | Dif |
| --------- | --- | -- | -- | -- | -- | -- | -- | --- |
| Uruguay   | 6   | 3  | 2  | 0  | 1  | 9  | 5  | +4  |
| Venezuela | 6   | 3  | 2  | 0  | 1  | 7  | 3  | +4  |
| Ecuador   | 6   | 3  | 2  | 0  | 1  | 6  | 4  | +2  |
| Perú      | 0   | 3  | 0  | 0  | 3  | 2  | 12 | -10 |

| 6 de noviembre de 2007 | Uruguay | 7:2 | Perú | Complejo Roberto Gilbert Febres Cordero, Guayaquil |  |
| 11:30                  |         |     |      |                                                    |  |

| 6 de noviembre de 2007 | Ecuador | 2:3 | Venezuela | Complejo Roberto Gilbert Febres Cordero, Guayaquil |  |
| 13:00                  |         |     |           |                                                    |  |

| 7 de noviembre de 2007 | Uruguay | 1:0 | Venezuela | Complejo Roberto Gilbert Febres Cordero, Guayaquil |  |
| 11:30                  |         |     |           |                                                    |  |

| 7 de noviembre de 2007 | Ecuador | 1:0 | Perú | Complejo Roberto Gilbert Febres Cordero, Guayaquil |  |
| 13:00                  |         |     |      |                                                    |  |

| 8 de noviembre de 2007 | Perú | 0:4 | Venezuela | Complejo Roberto Gilbert Febres Cordero, Guayaquil |  |
| 10:00                  |      |     |           |                                                    |  |

| 8 de noviembre de 2007 | Ecuador | 3:1 | Uruguay | Complejo Roberto Gilbert Febres Cordero, Guayaquil |  |
| 13:00                  |         |     |         |                                                    |  |

## Segunda ronda

### Cuadro general
|  | Semifinales             | Semifinales             |          |        | Final                   | Final                   |  |
|  | 10 de noviembre de 2007 | 10 de noviembre de 2007 |          |        | 11 de noviembre de 2007 | 11 de noviembre de 2007 |  |
|  |                         |                         |          |        |                         |                         |  |
|  |                         |                         |          |        |                         |                         |  |
|  | Brasil                  | 9                       |          |        |                         |                         |  |
|  | Brasil                  | 9                       |          |        |                         |                         |  |
|  | Venezuela               | 1                       |          |        |                         |                         |  |
|  | Venezuela               | 1                       |          | Brasil | 6                       |                         |  |
|  |                         |                         |          | Brasil | 6                       |                         |  |
|  |                         |                         | Colombia | 2      |                         |                         |  |
|  | Uruguay                 | 2                       | Colombia | 2      |                         |                         |  |
|  | Uruguay                 | 2                       |          |        |                         |                         |  |
|  | Colombia                | 3                       |          |        | Tercer lugar            | Tercer lugar            |  |
|  | Colombia                | 3                       |          |        | Tercer lugar            | Tercer lugar            |  |
|  |                         |                         |          |        |                         |                         |  |
|  |                         |                         |          |        | Venezuela               | 4                       |  |
|  |                         |                         |          |        | Venezuela               | 4                       |  |
|  |                         |                         |          |        | Uruguay                 | 2                       |  |
|  |                         |                         |          |        | Uruguay                 | 2                       |  |
|  |                         |                         |          |        |                         |                         |  |

### Quinto lugar
|  | Quinto puesto play-off |   |
|  |                        |   |
|  | 9 de noviembre de 2007 |   |
|  |                        |   |
|  | Argentina              | 1 |
|  | Argentina              | 1 |
|  | Ecuador                | 4 |
|  | Ecuador                | 4 |

### Quinto puesto
| 9 de noviembre de 2007 | Argentina | 1:4 | Ecuador | Complejo Roberto Gilbert Febres Cordero, Guayaquil |  |
| 18:00                  |           |     |         |                                                    |  |

### Semifinales
| 10 de noviembre de 2007 | Brasil                                                                                      | 9:1 | Venezuela   | Complejo Roberto Gilbert Febres Cordero, Guayaquil |                                     |
| 16:00                   | Cátia 5' 14' 32' · Jéssica 18' · Ju Delgado 26' 36' · Fabi 33' · Silvana 34' · Lucileia 38' |     | Yesedia 31' | Árbitro(s): Fernando Laballos (ARG)                | Árbitro(s): Fernando Laballos (ARG) |

| 10 de noviembre de 2007 | Uruguay | 2:3 | Colombia | Complejo Roberto Gilbert Febres Cordero, Guayaquil |  |
| 17:30                   |         |     |          |                                                    |  |

### Tercer puesto
| 11 de noviembre de 2007 | Uruguay | 4:2 | Venezuela | Complejo Roberto Gilbert Febres Cordero, Guayaquil |  |
| 12:30                   |         |     |           |                                                    |  |

### Final
| 11 de noviembre de 2007 | Brasil                                                          | 6:2 | Colombia                | Complejo Roberto Gilbert Febres Cordero, Guayaquil |                                |
| 17:30                   | Lucileia 8' 11' · Neguinha 16' · Cátia 17' 38' · Ju Delgado 24' |     | Botero 4' · Liliana 26' | Árbitro(s): Ricardo Sosa (URU)                     | Árbitro(s): Ricardo Sosa (URU) |

| Bandera de Brasil             |
| Campeón Brasil Segundo título |

## Tabla general
| Pos. | Equipo    | Pts | J | G | E | P | GF | GC | Dif. | Rend. |
| ---- | --------- | --- | - | - | - | - | -- | -- | ---- | ----- |
| 1    | Brasil    | 12  | 4 | 4 | 0 | 0 | 22 | 5  | +17  | 100%  |
| 2    | Colombia  | 6   | 4 | 2 | 0 | 2 | 9  | 12 | -3   | 50%   |
| 3    | Venezuela | 9   | 5 | 3 | 0 | 2 | 12 | 14 | -2   | 60%   |
| 4    | Uruguay   | 6   | 5 | 2 | 0 | 3 | 13 | 12 | +1   | 40%   |
| 5    | Ecuador   | 9   | 4 | 3 | 0 | 1 | 10 | 5  | +5   | 75%   |
| 6    | Argentina | 0   | 3 | 0 | 0 | 3 | 4  | 12 | -8   | 0%    |
| 7    | Perú      | 0   | 3 | 0 | 0 | 3 | 2  | 12 | -10  | 0%    |